# L'orchestra dell'Opéra
L'orchestra dell'Opéra è un dipinto del pittore francese Edgar Degas, realizzato intorno al 1868 e conservato al museo d'Orsay di Parigi.

## Descrizione
A partire dalla fine degli anni sessanta del XIX secolo Degas spostò i propri interessi dalla pittura storica a episodi di vita contemporanea: è normale, dunque, che egli si sentisse stimolato dal tema del teatro e dell'orchestra, reso magistralmente in questo dipinto. Il pittore, infatti, risolve l'impianto compositivo dell'opera in maniera molto originale, proponendo una soluzione visiva nuova e dinamica che si sostituisce alla visione frontale e immobile generalmente adottata in questo genere di rappresentazioni. Anche se realizzato in studio, il dipinto conserva la freschezza delle opere realizzate sur le motif e restituisce un effetto di palpitante realismo, al punto da sembrare un'istantanea fotografica. Studi radiografici, inoltre, hanno accertato che Degas è intervenuto dopo il completamento dell'opera accorciando la parte superiore della tela, sollevando così l'orizzonte della scena, e aggiungendo l'arpa, il palco ed il contrabbasso: quest'audace inquadratura coinvolge attivamente l'osservatore del dipinto, situato idealmente in basso, nella parte del teatro riservata al pubblico.
Al di là della balaustra che cinge il teatro si situa l'orchestra. L'opera, in effetti, è impostata come un ritratto collettivo «in situazione»: memore della lezione di Van Dyck, visto a Genova, Degas sceglie di ritrarre personaggi facilmente conoscibili, come il violoncellista Pillet, il compositore Emmanuel Chabrier ed il suonatore di contrabbasso Désiré Dihau (vicino di casa del pittore negli anni immediatamente successivi il viaggio italiano). Al di là della fossa degli orchestrali si apre il palcoscenico, dove troviamo un gruppo di ballerine: le loro teste, come osservato dalla critica d'arte Giovanna Rocchi, «sono tagliate dall'inquadratura per rendere esplicita la rigida consequenzialità della lettura del testo pittorico». Molto particolare è il trattamento cromatico differenziato delle varie parti: mentre la zona mediana del dipinto è dominata da toni molto cupi, come neri, bianchi e marroni, quella relativa alle ballerine è inondata da una luce violenta e sfolgorante, modulata con scaltrezza da Degas che in questo modo riesce a rendere la scena ritratta maggiormente mondana e festaiola.
È come se la prima cosa che Edgar Degas ha voluto rappresentare in questo dipinto fosse proprio la pura potenza dell’occhio. In questo dipinto così duramente, arbitrariamente “tagliato”, Degas mette in atto una composizione movimentata, drammatica. La sproporzione prende il posto della proporzione, l’asimmetria quello della simmetria. Non si dà un centro, quanto piuttosto forze che fluiscono.